# Réville-aux-Bois
Réville-aux-Bois är en kommun i departementet Meuse i regionen Grand Est (tidigare regionen Lorraine) i nordöstra Frankrike. Kommunen ligger i kantonen Damvillers som tillhör arrondissementet Verdun. År 2022 hade Réville-aux-Bois 130 invånare.

## Befolkningsutveckling
Antalet invånare i kommunen Réville-aux-Bois
| Referens: INSEE |